# Bror Fock
Bror Karl Fock (Vänersborg, 29 marzo 1888 – Vänersborg, 4 settembre 1964) è stato un mezzofondista svedese.

## Palmarès
- Argento a Stoccolma 1912 nei 3000 metri piani a squadre.